# Chassenard
Chassenard és un municipi francès, situat al departament de l'Alier i a la regió d'Alvèrnia-Roine-Alps. L'any 2007 tenia 918 habitants.

## Demografia

### Població
El 2007 la població de fet de Chassenard era de 918 persones. Hi havia 379 famílies de les quals 89 eren unipersonals (35 homes vivint sols i 54 dones vivint soles), 147 parelles sense fills, 120 parelles amb fills i 23 famílies monoparentals amb fills.
La població ha evolucionat segons el següent gràfic:
Habitants censats

### Habitatges
El 2007 hi havia 436 habitatges, 382 eren l'habitatge principal de la família, 9 eren segones residències i 45 estaven desocupats. 417 eren cases i 19 eren apartaments. Dels 382 habitatges principals, 285 estaven ocupats pels seus propietaris, 92 estaven llogats i ocupats pels llogaters i 5 estaven cedits a títol gratuït; 8 tenien dues cambres, 47 en tenien tres, 125 en tenien quatre i 202 en tenien cinc o més. 336 habitatges disposaven pel capbaix d'una plaça de pàrquing. A 144 habitatges hi havia un automòbil i a 215 n'hi havia dos o més.

### Piràmide de població
La piràmide de població per edats i sexe el 2009 era:
| Homes | Edats   | Dones |
| ----- | ------- | ----- |
| 0     | 95 o +  | 4     |
| 0     | 90 a 94 | 0     |
| 4     | 85 a 89 | 12    |
| 4     | 80 a 84 | 16    |
| 32    | 75 a 79 | 16    |
| 24    | 70 a 74 | 32    |
| 12    | 65 a 69 | 8     |
| 24    | 60 a 64 | 24    |
| 16    | 55 a 59 | 12    |
| 60    | 50 a 54 | 36    |
| 48    | 45 a 49 | 52    |
| 40    | 40 a 44 | 36    |
| 24    | 35 a 39 | 44    |
| 12    | 30 a 34 | 28    |
| 36    | 25 a 29 | 16    |
| 32    | 20 a 24 | 28    |
| 40    | 15 a 19 | 24    |
| 12    | 10 a 14 | 48    |
| 24    | 5 a 9   | 16    |
| 24    | 0 a 4   | 16    |

## Economia
El 2007 la població en edat de treballar era de 611 persones, 466 eren actives i 145 eren inactives. De les 466 persones actives 434 estaven ocupades (231 homes i 203 dones) i 32 estaven aturades (12 homes i 20 dones). De les 145 persones inactives 77 estaven jubilades, 32 estaven estudiant i 36 estaven classificades com a «altres inactius».

### Ingressos
El 2009 a Chassenard hi havia 393 unitats fiscals que integraven 987 persones, la mediana anual d'ingressos fiscals per persona era de 15.729 €.

### Activitats econòmiques
Dels 27 establiments que hi havia el 2007, 4 eren d'empreses de fabricació d'altres productes industrials, 9 d'empreses de construcció, 7 d'empreses de comerç i reparació d'automòbils, 1 d'una empresa de transport, 1 d'una empresa d'hostatgeria i restauració, 1 d'una empresa financera, 1 d'una empresa immobiliària, 2 d'empreses de serveis i 1 d'una entitat de l'administració pública.
Dels 7 establiments de servei als particulars que hi havia el 2009, 1 era un taller de reparació d'automòbils i de material agrícola, 1 paleta, 1 guixaire pintor, 1 fusteria, 2 lampisteries i 1 restaurant.
L'únic establiment comercial que hi havia el 2009 era una floristeria.
L'any 2000 a Chassenard hi havia 36 explotacions agrícoles que ocupaven un total de 1.349 hectàrees.

## Equipaments sanitaris i escolars
L'únic equipament sanitari que hi havia el 2009 era una ambulància.
El 2009 hi havia una escola elemental.

## Poblacions properes
El següent diagrama mostra les poblacions més properes.